# Српски Гестапо
Српски Гестапо понекад називан и " јањичевцима"  је назив за озлоглашену квинслишку формацију која је деловала у окупираној Србији током 1942. и 1943. године. Основана је као диверзантско-обавештајни одред под командом Страхиње Јањића. Одред је директно био подређен немачком Гестапоу у Србији, мимо било каквих ингеренција других колаборационистичких снага над њим. Чинили су га српски грађани. Припадници су носили легитимације немачког Гестапоа, у појединим случајевима и немачке униформе. За потребе Гестапоа ова јединица је требала да обавља широку лепезу специјалних задатака, нарочито на разбијању организације равногорског покрета (ЈВуО) и партизанског покрета (НОП). Иако су немачки окупатор у почетку имао велике амбиције са овим одредом, распуштање одреда је отпочело крајем 1943, а коначно завршено 29.фебруара 1944, због проблема у функционисању одреда и притужби које су упућиване од стране колаборационистичке владе Милана Недића на рад одреда. Наиме, замишљени конспиративни рад замењен је пљачкама, силовањима, безразложном малтретирању становништва, хвалисању и злоупотреби овлашћења које им је окупатор доделио. Припадници одреда су пребачени на друге задатке ван територије окупиране Србије.

## Формирање
У свим окупираним земљама у Европи, Гестапо је од месног становништва настојао да формира јединице које би надоместиле мањак немачких јединица. С обзиром да је окупирано подручје у Европи била толико велико да га је било немогуће контролисати само са немачким полицијско-управним органима, Немци су приступили специјалном одабиру кадрова из локалних полицијских и војних структура. Наиме на Подручју војног заповедника у Србији, што је био назив за оно што је остало од Србије при немачкој подели Краљевине Југославије након слома у Априлском рату 1941, деловале су различите колаборационистичке формације. Колаборацинистичка влада националног спаса Милана Недића имала је контролу над Специјалном полицијом а касније и над Српском државном стражом (СДС), чији је задатак био да одржавају ред и боре се против одметнух група и покрета које су пружале отпор окупатору. Касније је основана још једна формација. Српски добровољачки корпус (СДК) састављен од добровољаца припадника политичке странке Димитрија Љотића  ЈНП Збор, називани „љотићевцима“, у који су Немци имали више поверења него у СДС, због њиховог идеолошког става. Ове формације су испуњавале немачке захтеве у борби против комунистичког покрета (НОП), али је равногорски покрет отпора Драгољуба Михаиловића (ЈВуО) имао значајан утицај нарочито на СДС и Специјалну полицију, док су добровољци СДК ( Љотићевци) одбијали да се боре на страни Немаца на другим ратиштима ( попут Источног фронта). Стога окупатор није могао имати потпуно поверење у ове јединице.
Формирање Српског Гестапоа налазимо у личности Страхиње Јањића. Овај бивши припадник СДК, бивши председник Крагујевачке и Лесковачке општине и бивши командант 1. специјалног оружаног одреда „Београдског“ при Председништву владе, је успео да дође у сукоб са свим колаборационистичким органима за првих годину дана немачке окупације. Против њега су изречене бројне оптужбе за злоупотребе положаја у смислу пљачки грађана, силовања, малтретирања и лажних пријава Немачким огранима. Од хапшења и даљих истрага спасила су га само интервенције немачких војно-полицијских органа са којима је имао директан контакт.
Архивска грађа немачких безбедносних и полицијских органа у Србији сведочи о томе да се Јањић почетком 1942. године ставио на непосредно располагање окупатору. Елаборат Удбе „Немачка обавештајна служба у Југославији” (књига 4) почетак обавештајне сарадње Јањића и БДС-а смешта у прве месеце 1942. године. Према наводима овог елабората, он је већ тада био поуздани доушник (V-mann) БДС-а, ангажован по линији оперативног рада „према квислиншком апарату”.
У фебруар 1942. године, док се налазио на месту председника Лесковачке општине, Јањић је по први пут предложио немачким властима оснивање српских СС дивизија. Тада се директно обратио вишем вођи СС и полиције Августу Мајснеру у Србији, представљајући себе као личност способну да оснује такве формације, као и да он може успешно да заведе ред у Србији. Он је Немцима нудио стварање две СС дивизије: једне која би била послата на Источни и једне која би деловала на Афричком фронту. Чињеница да је за ступање у такву формацију било заинтересовано свега 15-ак младића приморала је Јањића да одустане од своје замисли, коју су и Немци сматрали нереалном. У ову идеју покушао је касније да убеди и више руководиоце СС-а. У септембру 1942. године Јањић је послао једно писмо са таквим предлогом и заменику БДС, СС потпуковнику Лудвигу Тајхману, а касније је, у марту 1943, посредством личног пријатеља Саве Ракина из Загреба, писмо сличне садржине послао и самом Јозефу Гебелсу. Тајхман је о Јањићевим предлозима оставио коментаре и белешке, сматрајући их празним причама.
Крајем маја 1942. године, у оквиру провера способности „за његов будући агентски рат”, обављен је лекарски преглед Страхиње Јањића, који је извршио др Јунг. Легитимација немачке помоћне полиције на његово име први пут је издата почетком јула 1942, а потом је уредно обнављана закључно са мајем 1943. године. БДС, односно Гестапо у Београду, издали су Јањићу и посебне дозволе за кретање градом током трајања полицијског часа, као и за ношење оружја. Ови документи, који су до данас сачувани и чувају се у Историјском архиву Београда, представљали су клицу из које се развио Српски Гестапо и означили нову етапу Јањићеве обавештајне сарадње са окупатором, током које је са својим сарадницима прешао из надлежности III (СД) у надлежност IV одељења/реферата (Гестапо) ЕК и СИПО у Србији.
Немци су имали велике планове и очекивања везана за Јањића и његов агентски рад. Током лета 1942. године поверено му је оснивање посебног диверзантско-обавештајног одреда, који ће извршавати налоге немачких органа и чији ће основни циљ бити борба против комуниста и ЈВуО. Овај одред је у јавности постао познат под именом Српски Гестапо, повремено је називан и „јањићевцима”. Први званичан помен термина Српски Гестапо (нем. Serbische Gestapo) био је 19. августа 1942. године у извештају СС-оберштурмбанфирера Карла Крауса, главног опуномоћеника 6. управе RSHA за Југославију, који је послат Химлеру из Београда. У јулу се приступило практичној реализацији, пошто су припремљени документи и усвојен програм и план обуке.
Припадницима Српског Гестапоа издаване су посебне легитимације и дозволе, обезбеђене су им немачке униформе, редовна исхрана и наоружање, издата је забрана Специјалној полицији и другим органима везана за привођење Јањића, а сам одред деловао је у потпуности изван контроле колаборационистичких органа власти. Касарна у којој је Јањић обучавао своје сараднике и боравио са њима била је смештена у просторијама основне школе Старина Новак, која се налазила на углу Далматинске и улице Старине Новака у Београду. На самом почетку рада Српског Гестапоа, овај одред бројао је 12 припадника, да би временом његова бројност порасла на преко 100 агената.
Упркос томе многи грађани погрешно су сматрали одред делом СДК („љотићевцима”), делом због ранијег припадања Јањића СДК и ЈНП Збор, а делом и због тога што су Јањић и његов помоћник Светозар Нећак и даље повремено носили униформе СДК приликом кретања Београдом.

## Регрутовање и обука
Задатак да врбују људе имали су ускључиво Страхиња Јањић, командант одреда и његов заменик Светозар Нећак. Формални пријем обављали су припадници испоставе Гестапоа у Београду. Највећи број припадника Српског Гестапоа заврбован је из редова већ постојећих колаборационистичких формација: 34 из СДК, 11 из полиције Управе града Београда и 32 из СДС.Један број припадника заврбован је и из фудбалског клуба „Српски мач”, чији је члан управе био Будимир Јањић, Страхињин брат и припадник одреда од његовог настанка.
Формални услови за приступање одреду били су везани за опште здравствено стање кандидата, писменост, идеолошку подобност и способност вршења дужности. За ступање у одред биле су потребне личне препоруке и гаранције припадника који предлаже кандидата, у случају да руководиоци Јањић и Нећак кандидата не познају лично. На основу исказа бивших припадника СГ, главни део процеса селекције кадрова био је интервју са самим Јањићем. Такви разговори често су били непримерени и у њима се Јањић неумерено хвалио својим везама са Немцима и наводним страхом који од њега имају други колаборационисти. Представљао се као личност од прворазредног значаја и утицаја на дешавања у земљи. Настојао је да својим наступом истовремено импресионира и застраши саговорника, а кандидатима је често постављао провокативна и ирационална питања, попут онога да ли би били спремни да без поговора убију сопствене оца и мајку уколико им он то нареди. После разговора са Јањићем, кандидат је потписивао агентску изјаву о обавези извршавања свих наређења, која је чувана у архиви одреда. Када се сакупи одређени број нових припадника, повремено би их водили у БДС-Гестапо, где су потписивали сличну изјаву и добијали одговарајуће легитимације од Немаца.
Личности регрутоване у Српски Гестапо и саме су попут Страхиње Јањића биле несолидног карактера и проблематичне прошлости. Неколико добро документованих примера сведоче о томе да су у одред често ступали отпадници из СДК и СДС, претходно истерани из поменутих формација због недисциплине или злоупотреба, социјално угрожени или младићи који су ступањем у одред настојали да избегну радну обавезу или привођење правди. За многе припаднике других колаборационистичких формација прелазак у Српски Гестапо деловао је привлачно, због веће плате и других бенефиција, као и чињенице да су припадници овог одреда имали знатно мање посла и борбених дејстава.

Са припадницима Српског Гестапоа вршена је интензивна обука. Немачки специјалисти обучавали су их у: руковању минско-експлозивним средствима, пешадијским наоружањем, употребом тада савремених система радио везе, учили су немачки језик и слушали су нацистичку идејно-политичку наставу. Посебна обука била је предвиђена за прикупљање обавештења за редовну полицијску обраду сумњивих особа.Један наставни час дневно држали су професионални припадници немачке војно-обавештајне службе Абвер. Посебна пажња посвећена је извођењу обуке за провокаторе. У том циљу на територији војно-окупационог подручја Србије употребљавани су специјални агенти провокатори, са задатком да откривају припаднике покрета отпора, прикупљају податке о партизанским и четничким одредима, изврше атентате или ноћне ликвидације породица, чији су чланови припадници или симпатизери НОП-а и др.
Изјаве бивших припадника омогућавају реконструкцију редовних дневних активности у касарни СГ. Дан је почињао одржавањем касарне, егзерциром, војном и општом наставом; припадници одреда најчешће су добијали вољно по 2–3 сата, два пута у току дана, а пред оброке су се певале немачке борбене песме. Обука је подразумевала и наставу из немачког језика, као и немачке и српске историје. Команде приликом егзерцира издаване су на немачком језику а старешине су поздрављане нацистичким поздравом. Када је одред боравио на терену, није се одвијала обука ни настава припадника који су остали у касарни. Искази бивших припадника СГ сведоче о томе да је и у одреду долазило до примене физичког кажњавања, углавном без основа.
Према правилу службе, које је донео шеф Друге управе војно-управног команданта Србије, у кругу касарне агенти су били обавезни да носе радне униформе немачке војске, а приликом изласка на терен униформе припадника СС јединица или цивилна одела. Поседовали су легитимације истоветне припаднику немачког Гестапоа.Сваки нови агент имао је своју посебну шифру под којом је био евидентиран у Гестапоу. То им је давало изузетно велика овлашћења на терену. Од припадника овог одреда зазирали су чак и високи официри Српског добровољачког корпуса као и, посебно, Српске државне страже.

## Задаци, деловање и злочини Српског Гестапоа
Сачувани историјски извори сведоче, и директно и посредно, о немачким плановима за употребу Српског Гестапоа. Он је био замишљен као потпуно конспиративан, диверзантско-обавештајни одред, који ће деловати независно од других домаћих (колаборационистичких) безбедносних органа и за потребе немачке управе извршавати широку лепезу задатака. По потреби је одред упућиван на акције чишћења терена и сузбијања комунистичке активности у унутрашњост Србије. Сам Јањић истицао се радикалним антикомунистичким и пронацистичким ставом, што је било препознато и похваљено од различитих инстанци немачке обавештајне мреже у Србији. Припадници одреда требало је да се редовно баве обавештајном делатношћу усмереном против НОП-а, ЈВуО али и свих других противника Трећег рајха. Конспиративност и фактор изненађења требало је да представљају кључни аспект оперативног рада Српског Гестапоа, у чему се ова организација битно разликовала од Специјалне полиције, СДС или СДК.
На основу сачуваних извештаја о акцијама Српског Гестапоа може се закључити да је одред на терен излазио самостално и у садејству са немачким органима. 
Акција СГ у Гроцкој имала је за циљ разоружавање и привођење једног броја припадника четничког одреда Пере Шумског (право име: Петар Стојановић, из Крагујевца), који су после наређења да се одред расформира планирали да задрже оружје и да се одметну. Акцијом је руководио сам Јањић и у њој је учествовало још 30-ак припадника СГ. Они су половином децембра 1942. године успели да на превару опколе, разоружају и заробе четнике војводе Пере Шумског. Четници који су се спремали за илегалу завршили су у логору на Бањици, а неки од њих, укључујући и вођу одреда, касније су пребачени у логор Матхаузен, у коме су и окончали животе.
Дана 22. децембра 1942. године СГ је интервенисао и у селу Камендол у Смедеревском округу. Заједно са 20-ак припадника СГ, у тој акцији учествовало је и око 60 немачких војника. Село је блокирано, претресане су куће, приликом претреса било је злостављања сељака, чак су и жене излагане физичком насиљу. Сврха претреса била је откривање и заплена оружја, као и прибављање информација о партизанима. Јањић је водио ову операцију и лично тукао једну жену, покушавајући да изнуди информације о њеном супругу. Претреси су били праћени пљачком хране и покућства, што је СГ и иначе радио у већини својих акција. После истраге коју је Јањић спровео на лицу места деветорица сељака означени су за помагаче партизана. Према сачуваним изворима, Јањић је лично инсистирао на њиховом стрељању, наочиглед окупљених сељака, како би дао пример целом селу. Пошто је немачки официр одбио да нареди својим војницима да изврше стрељање, смртоносни плотун испалили су припадници Српског Гестапоа.
У фебруару 1943. године СГ се налазио у Аранђеловцу, где је запосео објекат Старо здање и из њега одлазио у акције у оближња села. Учествовало је око 60 припадника одреда, који су повремено деловали у немачким униформама, а повремено били камуфлирани у цивилну, сељачку одећу. Предводио их је Светозар Нећак, заменик команданта. Припадници Јањићевог одреда улазили су у многа села, међу којима и Даросаву, Буковик, Заоку, Гараш, Бању, Белановицу и Венчане. Претреси кућа били су праћени непотребним насиљем над цивилима, хапшењима и одузимањем имовине значајне материјалне вредности, као и новца у готовом. У селу Буковик су припадници СГ починили више документованих силовања, малтретирали су и трогодишње дете, као и више Рома који су живели у оближњој Циганској мали. У низу акција у Аранђеловцу и околини ухапшено је више десетина грађана, који су одведени у Старо здање и тамо мучени и пребијани. Један број ухапшених потом је пребачен у Крагујевац, а неки од њих су тамо и стрељани.
Српски Гестапо извршавао је и акције обавештајно-провокаторског карактера, како у Београду, тако и у унутрашњости земље. Извршавање оваквих задатака подразумевало је конспиративност и камуфлирање, као и строгу поделу задужења међу припадницима одреда одабраним за мисију. Добро је документована обавештајно-провокаторска акција изведена у селима у околини Смедеревске Паланке у марту 1943. године.Тада су припадницима одреда додељена цивилна одела и они су упућени да по селима, из разговора са домаћинима и угоститељима, сазнају информације о присуству, кретању и бројности партизана и четника, које су потом предавали својим старешинама. Приликом извршења овог задатака постојала је директна сарадња са немачком обласном командом, јер су припадници одреда боравили и ноћили у касарни немачке војске. У наставку акције СГ је контролисао возове и одузео велику количину намирница путницима, да би деловање у околини Смедеревске Паланке окончао претресима и хапшењима у селима Баничин, Азања и Кусадак. 

## Проблеми, инциденти и расформирање Српског Гестапоа
Неуравнотеженост Страхиње Јањића и карактер већег броја припадника СГ доводили су до константних трзавица у одреду, што се временом веома негативно одразило на његово функционисање. Јањић се у одржавању дисциплине непрестано кретао између две крајности: физичког кажњавања и понижавања припадника одреда и за најмање преступе, и потпуног одсуства дисциплиновања, оличеног у учествовању, па и предвођењу изгреда које су чланови СГ чинили. Елаборат Удбе садржи мноштво информација о непримереном кажњавању, па чак и личном батинању од стране Јањића, као и о последицама таквог понашања на морал и борбену готовост. Временом је у одреду завладала атмосфера страха и неповерљивости, а припадници су међусобно почели да се деле на оне који су остајали лојални Јањићу и оне који су заштиту почели да налазе у лику његовог заменика Светозара Нећака. Ступање Нећака у средиште дешавања догодило се постепено и нема индиција да је он и на почетку рада СГ имао амбиције да преузме његово вођење. По природи личности био је сушта супротност Јањићу: тих, интровертан, благ према сарадницима и поуздан. Нећак није имао политичке амбиције, нити је са собом носио Јањићево негативно наслеђе, које је све више оптерећивало одред. Уз све наведено, Нећак је са великим успехом и потпуно конспиративно извршавао задатке поверене од БДС-а, тако да је временом постао личност која је била најподеснија да преузме вођење одредом.
Сходно карактеру и недостатку моралних врлина, многи припадници одреда били су склони различитим злоупотребама положаја. Документоване су ситне злоупотребе, попут ношења немачких униформи како би се избегли редови у продавницама или плаћање возне карте у јавном превозу, али и оне теже као што су изнуда, пљачкање станова и грађана, противправно привођење и малтретирање цивила. Пљачкање које су припадници СГ вршили по унутрашњости земље изазивало је велико узнемирење становништва, па чак и оружане сукобе са другим колаборационистичких снагама. Најпознатији такав догађај, у коме је било и смртних исхода, био је сукоб са одредом СДК после пљачки почињених у Барошевцу и Заокама половином фебруара 1943. године.
Крајем 1942. и почетком 1943. године међуљудски односи у СГ били су већ озбиљно нарушени, а број инцидената и злочина који је овај одред починио познат и широј јавности. Заплашени Јањићевим претњама, поједини припадници одреда планирали су бекство или су се директно обраћали немачким властима, а сам Јањић све ређе је боравио у касарни. Конспиративност организације одавно је била нарушена његовим отвореним хвалисањем у јавности и претњама које су свакодневно упућиване органима колаборационистичке управе. Уместо да у тајности извршава задатке које су му повериле немачке власти, Страхиња Јањић је интензивно ширио гласине о свом скором постављењу на највише функције у земљи, преузимању власти, денунцирао и провоцирао колаборационистичку управу
Већ од првих месеци функционисања Српског Гестапоа, од стране колаборациониста су предузимани различити кораци како би се стало на пут Јањићу. Још у јесен 1942. године обавештајци СДК упутили су Немцима денунцијације да он присуствује конференцијама Равногорског покрета. На њега се жалила и Специјална полиција, која је половином августа безуспешно покушала и да га ухапси. Локалне команде СДС жалиле су се на бахато понашање припадника СГ према својим органима, на опструкцију дужности које су вршили, као и на јавна понижавања и разоружавања својих припадника. У фонду БИА Историјског архива Београда налазе се бројне пријаве инцидената у периоду од 1942. до 1943. године, изазваних одбијањем Јањићевих људи да се легитимишу органима реда и потом се бахато опходе према органима и цивилима. Бројни инциденти, које су Јањић и његови саборци изазивали куда год би прошли, побудили су и отворени револт Милана Недића, који се по том питању посебним меморандумом обратио највишим немачким властима у Србији. У њему Недић напросто вапи захтевајући да неко обузда Јањића, истичући да он својим деловањем нарушава углед и Немачке и Србије, као и да подрива ауторитет власти пред грађанима.  Овај меморандум представља кулминацију кључајућег незадовољства колаборационистичке управе и оружане силе понашањем Јањића и његових сарадника, као и почетак краја Српског Гестапоа.
Крајем фебруара, на адресу Војног заповедника у Србији стигао је меморандум Милана Недића. По свој прилици он је представљао иницијалну капислу за догађаје који су уследили: реорганизацију СГ, уклањање Јањића са његовог чела, а потом и постепену ликвидацију одреда. Крајем марта, по први пут се догодило да немачке власти одбију молбу да интервенишу после хапшења припадника СГ због злоупотреба и изнуда. Почетком априла 1943. дошло је до ескалације тензија у одреду, дезертирања и хапшења припадника одреда који нису више желели да буду под Јањићевом командом. У таквим околностима Немци су одлучили да им Јањић више штети него користи. Коначно, крајем априла 1943. године, он је смењен са чела СГ и са 26 припадника одреда упућен на нове задатке у Немачку, док је руковођење одредом у коме је остало 33 људи преузео Светозар Нећак.

### Српски Гестапо након Јањића
Под Нећаковом командом СГ је из школе Старина Новак почетком маја премештен у једну мању зграду, у улици Жоржа Клемансоа. Одред је БДС-у вратио значајан део раније задужених униформи и наоружања; од тада су немачке униформе употребљаване само изузетно у појединим акцијама. Делокруг активности сведен је искључиво на обавештајни рад усмерен против НОП и ЈВуО. Шест припадника одреда, међу којима је био и Будимир Јањић (брат Страхињин), касније су упућени на радио-телеграфски курс на Фрушкој Гори (Иришком венцу). Светозар Нећак није придавао довољно пажње дисциплини у одреду: касарна није одржавана, многи припадници редовно су ноћивали ван ње, поједини цивили често су слободно долазили и одлазили из просторија Српског Гестапоа. Ликвидација одреда почела је крајем 1943, а дефинитивно окончана 29. фебруара 1944. године. Светозар Нећак премештен је у Банат, где је под псеудонимом Милош Антић и даље обавештајно радио за Немце и био сарадник БДС-ове испоставе у Зрењанину. Један мањи број бивших припадника СГ, међу којима се налазио и Никола Нећак( брат Светозаров) ступио је крајем 1944. године у Бечу у специјалну диверзантску групу Бранка Гаре Гашпаревића, која је почетком 1945. деловала у Босни, у рејону Дрине, на граници са Србијом.

## После рата
Никола Нећак предао се југословенским властима после пропасти Гашпаревићеве групе. Осуђен је на смрт и стрељан, а исту судбину доживео је и његов рођак Светозар, други и последњи командант Српског Гестапоа. Архивски документи откривају да је стрељано још најмање 32 припадника СГ. За разлику од њих, Страхиња Јањић успео је да избегне суочавање са правдом. Документа обавештајног порекла наводе да је током 1944. године и даље радио за обавештајне службе Рајха. Он и његови сарадници конспиративно су деловали међу југословенским радницима у Немачкој. Извори бележе да ни у тим условима није престао са денунцијацијама и изнудама: многе раднике лажно би оптуживао, а потом од њихових породица захтевао новац, храну, цигарете или сексуалне услуге, како би наводно интервенисао у циљу ослобађања.
Историјски извори доступни путем интернета откривају да се Јањић крајем лета 1944. године обрео у концентрационом логору Флосенбург (Floßenbürg). Извесно је да је пре завршетка рата боравио и у логору Захенхаузен (Sachenhausen) у Брандебургу. Почетком 1946. године његово име регистровано је на полицијском списку 167 Југословена, који су у том тренутку живели у Берлину. У извештају Удбе из новембра 1964. године агентска веза је по повратку из Северне Америке известила да се Јањић налази у Канади, у месту Хамилтон у покрајини Онтарио, да се служи именом Дан Савић, држи одвојено од остатка политичке емиграције, као и да је стекао значајан иметак у послу са некретнинама. Био је и власник дома за старе у коме је боравило око 50 лица. Детаљне претраге база података доступних путем Интернета довеле су до сазнања да је Страхиња Н. Јањић сахрањен 1966.на гробљу Вудленд у Хамилтону, у округу Вентворт (Канада).